# ماسارامبرس
ماسارامبرس (به اسپانیایی: Mazarambroz) یک شهرستان در اسپانیا است که در استان تولدو واقع شده‌است.

## خصوصیات
ماسارامبرس ۲۲ کیلومترمربع مساحت و ۱٬۳۱۴ نفر جمعیت دارد و ۷۷۵ متر بالاتر از سطح دریا واقع شده‌است.